# Leskea novae-hollandiae
Leskea novae-hollandiae là một loài Rêu trong họ Leskeaceae. Loài này được (Brid.) Schwägr. mô tả khoa học đầu tiên năm 1816.